# Lorenzo (antipapa)
Lorenzo, también conocido como Laurentius o Laurencio (460 - 508), fue un antipapa de la Iglesia católica entre 498 y 506.
Lorenzo, sacerdote de origen romano, era arcediano de la basílica de Santa Prassede en Roma, cuando fue elegido papa por una parte del clero romano simpatizante de Bizancio, el 22 de noviembre de 498, el mismo día en que había sido consagrado papa san Símaco, de quien es considerado antipapa, y consagrado en Santa María la Mayor. Lorenzo recibió el apoyo del emperador Anastasio I y del rey ostrogodo Teodorico el Grande.
La instalación de Lorenzo como papa en el Palacio de Letrán provocó un cisma en el seno de la Iglesia católica que duró cuatro años. Sin embargo, los partidarios de Lorenzo, entre los que se encontraba el senador Festus, mantuvieron el cisma. Ambos pretendientes al papado acudieron a Teodorico para que éste decidiera. Previamente, Lorenzo había lanzado acusaciones criminales sobre Símaco. Teodorico, quien temiendo la influencia bizantina sobre Lorenzo, le retiró su apoyo y se decidió por Símaco. Tras someterse Lorenzo a la decisión tomada y abdicar en 499, retiró sus acusaciones, y ese mismo año Símaco ofreció a Lorenzo la diócesis de Noceria, en la Campania, obispado que ejercería hasta su muerte. 
Las acusaciones de Lorenzo fueron desechadas por el concilio reunido el 23 de octubre de 501, año en que Lorenzo intentó nuevamente ejercer el papado. En 505 un concilio lo depuso nuevamente por lo que abdicó definitivamente. 